# بایو پیجن (لوئیزیانا)
بایو پیجن (به انگلیسی: Bayou Pigeon) یک منطقهٔ مسکونی در ایالات متحده آمریکا است که در لوئیزیانا واقع شده‌است.